# Cronologia della storia del Bhutan
Questa è una cronologia della storia del Bhutan, che comprende importanti cambiamenti territoriali e legali ed eventi politici in Bhutan e nei suoi stati predecessori.

## VII secolo
| Anno | Evento |
| ---- | --- |
| 600  | Durante il regno di Bhaskar Varman, parti del Bhutan passano sotto il controllo di Kamarupa. (fino al 650) |
| 627  | Il sovrano tibetano Songtsen Gampo (regnante nel periodo 627–49) ordina la costruzione di diversi templi buddisti, compresi due in Bhutan: Jambay Lhakhang a Bumthang nel Bhutan centrale e Kyichu Lhakhang sul fiume Kyi nella valle di Paro. La costruzione di questi templi segna l'arrivo del buddismo in Bhutan. (fino al 649) |

## VIII secolo
| Anno | Evento |
| ---- | --- |
| 747  | Il santo buddista Padmasambhava, noto come "Guru Rimpoche", arriva in Bhutan dall'India su invito di Sindhu Raja del Regno di Bumthang, uno dei numerosi regni antecedenti al moderno Bhutan. Padmasambhava converte il re al buddismo e poi continua verso il Tibet. Quando torna in Bhutan su invito di Trhisong Detsen, sovrintende la costruzione di nuovi monasteri nella valle di Paro e stabilisce la sua sede a Jakar. Secondo la tradizione, Padmasambhava fonda così la setta Nyingma del buddismo Vajrayana. Padmasambhava ha un grande ruolo storico e religioso, essendo il patrono nazionale che ha rivelato i tantra al Bhutan. Torna per una terza visita durante il regno di Murthi Tsenpo (764–817), figlio di Trhisong Detsen. |

## IX secolo
| Anno | Evento |
| ---- | --- |
| 807  | Data alternativa per l'invito di Padmasambhava in Bhutan di Sindhu Raja. I figli di Naguchhi dividono il regno in parti dell'odierno Sikkim e del Tibet. |
| 809  | Padmasambhava torna di nuovo in Bhutan. Nello stesso periodo si sviluppano monarchie indipendenti. |
| 824  | Il re tibetano Ralpacan (regna dall'816 all'836), nipote di Trhisong Detsen, entra in guerra con un sovrano del popolo indiano in Bhutan, cacciandolo. Le truppe tibetane rimaste in Bhutan vengono chiamate Milog, che significa "quelle che non torneranno". La zona in cui si stabiliscono viene chiamata Tshochhen Gyed. Le sue otto parti o divisioni sono Wang, Be, Med, Kawang, Chang, Thi, Thim e Lar. |
| 836  | Il re tibetano Ralpacan viene ucciso dagli agenti del fratello, Langdarma. I tibetani cercano rifugio in Bhutan dal conseguente sconvolgimento politico e religioso durante il regno di Langdarma (836–842). In seguito all'assassinio di Langdarma nell'842, i tibetani continuano a fuggire nel Bhutan occidentale, creando così la patria del moderno popolo Ngalop. I secoli che seguono, conosciuti in Tibet come l'Era della frammentazione, sono caratterizzati dalla loro mancanza di coesione politica. Durante gran parte di questo periodo, il sistema politico dominante bhutanese è il regno di Bumthang. |
| 900  | Alla fine del IX secolo, le forze etniche tibetane espellono i prìncipi del popolo indiano dalle parti del Bhutan moderno. I tibetani in questo periodo e in questo luogo sviluppano le radici della cultura Ngalong. |

## X secolo
| Anno | Evento |
| ---- | --- |
| 1000 | Nell'XI secolo, le forze tibetano-mongole occupano l'intero Bhutan. Altre ondate di tibetani cercano rifugio in Bhutan dalla persecuzione religiosa. I monaci carismatici diventano i leader de facto delle zne del Bhutan occidentale. |

## XII secolo
| Anno | Evento |
| ---- | --- |
| 1180 | Il monaco tibetano Tsangpa Gyare (1161–1211) fonda il monastero di Ralung per la stirpe Drukpa della scuola Kagyu, dal nome dei draghi del tuono (druk) a cui assiste nella sua ricerca di un luogo di fondazione appropriato. Con la proliferazione del Drukpa, il druk diventa sinonimo di Bhutan e in seguito il suo simbolo nazionale centrale. |

## XIV secolo
| Anno | Evento                                      |
| ---- | ------------------------------------------- |
| 1360 | I monaci Gelug fuggono in Bhutan dal Tibet. |

## XV secolo
| Anno | Evento |
| ---- | --- |
| 1475 | Pema Lingpa, una figura religiosa bhutanese e tertön di Bumthang, scopre la sua prima terma al lago Membar vicino a Bumthang. |

## XVI secolo
| Anno | Evento                             |
| ---- | ---------------------------------- |
| 1527 | Viene fondato il Dzong di Punakha. |

## XVII secolo
| Anno | Evento |
| ---- | --- |
| 1616 | Ngawang Namgyal, primo Shabdrung, di fronte all'arresto e in seguito a visioni in cui si dice che le principali divinità guardiane del Bhutan gli abbiano offerto una casa, lascia il Tibet per stabilire una nuova base nel Bhutan occidentale, fondando il monastero di Chagri a capo della valle di Thimphu. |
| 1627 | Shabdrung Ngawang Namgyal costruisce il Dzong di Simtokha all'ingresso della valle di Thimphu. Da questo dzong, esercita il controllo sul traffico tra la potente valle di Paro a ovest e la valle di Trongsa a est. |
| 1627 | Intorno al 1627, durante la prima guerra con il Tibet, i gesuiti portoghesi Estêvão Cacella e João Cabral sono i primi europei a visitare il Bhutan durante il loro viaggio verso il Tibet. Incontrano Ngawang Namgyal, gli presentano armi da fuoco, polvere nera e un telescopio e gli offrono i loro servizi nella guerra contro il Tibet, ma lo Shabdrung rifiuta l'offerta. Dopo un soggiorno di quasi otto mesi, Cacella scrive una lunga lettera dal monastero di Chagri in cui racconta il viaggio. |
| 1629 | La tentata invasione tibetana fallisce. |
| 1631 | La tentata invasione tibetana fallisce. |
| 1634 | Ngawang Namgyal prevale nella battaglia dei Cinque Lama sull'impero tibetano e le forze bhutanesi alleatesi contro di lui. Lo Shabdrung è quindi il primo a unire il Bhutan in un unico paese. Lo Shabdrung stabilisce il drukpa come religione di stato sotto il sistema di governo duale e codifica il sistema di leggi noto come Tsa Yig, basato sulla legge religiosa buddista (dharma). |
| 1639 | La tentata invasione tibetana fallisce. |
| 1643 | Una forza congiunta mongolo-tibetana cerca di distruggere i rifugiati Nyingma fuggiti in Bhutan, Sikkim e Nepal. I mongoli avevano preso il controllo del potere religioso e civile in Tibet nel 1630 e stabiliscono la scuola Gelug come religione di stato. I rivali bhutanesi di Ngawang Namgyal incoraggiano l'intrusione mongola, ma la forza mongola viene facilmente sconfitta nelle umide pianure del Bhutan meridionale.                                                                           |
| 1647 | La tentata invasione tibetana fallisce. |
| 1651 | Ngawang Namgyal muore; tuttavia, la sua morte viene tenuta segreta per cinquantaquattro anni al fine di impedire al Bhutan di disintegrarsi. Mentre lo Shabdrung era presumibilmente via per un lungo ritiro religioso, suo figlio regna al posto suo. |
| 1680 | Il Bhutan invade il Sikkim. Lo stesso anno, il figlio di Ngawang Namgyal viene sostituito dal fratellastro dello Shabdrung. |
| 1700 | Il Bhutan invade il Sikkim. |

## XVIII secolo
| Anno | Data | Evento |
| ---- | --- | --- |
| 1714 | | Le forze tibetane, aiutate dai mongoli, invadono il Bhutan ma non riescono a ottenere il controllo. |
| 1730 | | Cooch Behar richiede l'assistenza del Bhutan per respingere le invasioni dell'Impero Moghul, stabilendo una relazione di dipendenza con il Bhutan. |
| 1770 | | Il Bhutan invade il Sikkim, sostenuto dalle truppe di Cooch Behar. |
| 1772 | | In una disputa sulla successione a Cooch Behar, il candidato al trono del Druk Desi viene contrastato da un rivale che invita le truppe britanniche; in effetti, Cooch Behar va alle dipendenze della Compagnia britannica delle Indie orientali.                           |
| 1772 | Le forze di spedizione britanniche cacciano le guarnigioni bhutanesi da Cooch Behar, fino a quel momento una dipendenza bhutanese. Il Druk Desi chiede aiuto a Lhasa senza successo. (fino al 1773) | |
| 1774 | 25 aprile | Il Druk Desi firma un Trattato di Pace con la Compagnia britannica delle Indie orientali. In base al trattato, il Bhutan ritorna ai suoi confini precedenti al 1730 e consente agli inglesi di raccogliere legname in Bhutan.                                               |
| 1784 | | Il governo britannico cede al Bhutan il territorio del Bengala duar, dove i confini erano stati mal definiti. Come negli altri suoi territori stranieri, il Bhutan lascia l'amministrazione del territorio del Bengala duar a funzionari locali e raccoglie le sue entrate. |

## XIX secolo
| Anno | Data        | Evento |
| ---- | ----------- | --- |
| 1815 |             | La missione britannica a Thimphu non riesce a raggiungere una conclusione tra le crescenti tensioni ai confini. |
| 1838 |             | La missione britannica a Thimphu offre al Bhutan un trattato che prevede l'estradizione dei funzionari bhutanesi responsabili delle incursioni nell'Assam, il commercio libero e senza restrizioni tra l'India e il Bhutan e il regolamento del debito del Bhutan con gli inglesi. Nel tentativo di proteggere la sua indipendenza, il Bhutan rifiuta l'offerta britannica.   |
| 1841 |             | L'annesso britannico Bhutanese controlla i duar di Assam, pagando un risarcimento di 10.000 rupie all'anno al Bhutan. |
| 1842 |             | Il Bhutan cede il controllo dei problematici duar del Bengala alla Gran Bretagna. |
| 1862 |             | Le forze bhutanesi fanno irruzione nel Sikkim e nel Cooch Behar; gli inglesi rispondono trattenendo tutti i pagamenti di risarcimento e chiedendo il rilascio di tutti i prigionieri e la restituzione della proprietà rubata. Queste richieste non vengono ascoltate dal Druk Desi, perché si presume che non sia a conoscenza delle incursioni dei funzionari di frontiera. |
| 1864 |             | La Gran Bretagna invia una missione di pace in Bhutan sulla scia di una recente guerra civile, durante un periodo in cui due pretendenti rivali all'ufficio di Druk Desi gareggiano per il potere. Nonostante il tentativo britannico di occuparsi di entrambi i Druk Desi, la missione di pace viene rifiutata dal Bhutan.                                                   |
| 1864 | Novembre    | La Gran Bretagna dichiara guerra al Bhutan. La Guerra dei Duar dura cinque mesi, con la conseguente sconfitta del Bhutan e la cessione di un territorio significativo ai sensi del Trattato di Sinchula. |
| 1865 | 11 novembre | Il Bhutan firma il Trattato di Sinchula, cedendo territori nei duar di Assam e del Bengala, così come il territorio di ottantatré chilometri quadrati di Dewangiri nel Bhutan sudorientale, in cambio di un sussidio annuale di 50.000 rupie. |
| 1870 |             | Nel 1870 e 1880, una rinnovata competizione tra rivali regionali - in primo luogo il filo-britannico penlop del Trongsa e l'anti-britannico, pro-tibetano penlop di Paro - porta alla ascesa di Ugyen Wangchuck, il penlop di Trongsa. (fino al 1880) |
| 1885 |             | Ugyen Wangchuck, penlop (governatore) di Trongsa, reprime i disordini civili in tutto il Bhutan, consolida il potere e coltiva legami più stretti con l'India britannica. |

## XX secolo
| Anno | Data | Evento |
| ---- | --- | --- |
| 1903 | | L'ultimo Shabdrung in carica muore e il successore non viene trovato fino al 1906. Nel frattempo, l'amministrazione civile va sotto il potere di Ugyen Wangchuck comedesi. |
| 1903 | Ugyen Wangchuck si offre volontario per accompagnare una missione britannica a Lhasa come mediatore nella spedizione britannica in Tibet e la conseguente Convenzione anglotibetana. In cambio, Ugyen viene nominato cavaliere e in seguito continua ad accumulare grande potere in Bhutan. (fino al 1904)                | |
| 1907 | 17 dicembre | Ugyen Wangchuck viene eletto primo sorano ereditario del Bhutan (Druk Gyalpo) dopo aver unificato politicamente il paese. |
| 1910 | 8 gennaio | Il Trattato di Punakha modifica due articoli del Trattato di Sinchula del 1865: i britannici concordano di raddoppiare lo stipendio annuale a 100.000 rupie e di "non esercitare alcuna interferenza nell'amministrazione interna del Bhutan." In cambio, il Bhutan concorda di "essere guidato dai consigli del governo britannico per quanto riguarda le sue relazioni esterne." |
| 1926 | 21 agosto | Re Ugyen Wangchuck muore; inizia il regno del figlio Jigme Wangchuck. |
| 1927 | 16 marzo | Incoronazione di Jigme Wangchuck. |
| 1931 | | Il settimo Shabdrung Jigme Dorji muore al monastero Talo. Jigme Dorji è l'ultimo Shabdrung riconosciuto dal governo del Bhutan. |
| 1947 | | L'Impero Britannico lascia l'India e la sua politica diretta sul paese ha fine. Il Bhutan rimane relativamente isolato dagli affari internazionali. |
| 1949 | 8 agosto | India e Bhutan firmano il Trattato di pace e amicizia, che prevede che l'India non interferisca negli affari interni del Bhutan ma che quest'ultimo venga guidato dall'India nella politica estera. Lo stesso anno l'India cede al Bhutan dei territori persi a favore dei britannici nel Trattato di Sinchula del 1865. |
| 1952 | 24 marzo | Re Jigme Wangchuck muore; inizia a regnare il figlio Jigme Dorji Wangchuck. Il Bhutan dà inizio ad un programma di sviluppo pianificato e democratizzazione. Lo stesso anno, viene fondata l'Assemblea nazionale e la posizione di chief minister (Gongzim) viene abolita. |
| 1957 | | Dirompente inondazione glaciale da dei laghi glaciali. |
| 1958 | | La schiavitù viene abolita. |
| 1958 | Diventa esecutivo il primo Nationality Act, definendo la civiltà bhutanese e introducendo un processo di registrazione obbligatorio. | |
| 1959 | | I cinesi si appropriano degli enclave del Bhutan nel Tibet occidentale. |
| 1960 | | Dirompente inondazione glaciale da dei laghi glaciali. |
| 1961 | | Viene introdotto il primo piano di cinque anni. |
| 1964 | 5 aprile | Il primo ministro Jigme Palden Dorji viene assassinato durante una disputa tra fazioni politiche in competizione. Lo stesso zio del Re, un militare, è tra coloro che vengono giustiziati per il loro ruolo nel tentato colpo di stato. Dopo un breve mandato del primo ministro ad interim Lhendup Dorji, la posizione di primo ministro viene abolita fino al 1998. |
| 1965 | | Tentativo di assassinare il Re Jigme Dorji Wangchuck senza successo. |
| 1966 | | La capitale viene spostata da Punakha a Thimphu in seguito ad un periodo di transizione in cui Punakha è la capitale invernale e Thimphu quella estiva. |
| 1968 | | Re Jigme Dorji Wangchuck stabilisce il primo Consiglio dei ministri, o gabinetto esecutivo. Allo stesso tempo, il re rinuncia al suo potere di veto, che non aveva mai usato precedentemente. Inoltre, crea la Corte Suprema (la Thimkhang Gongma), dandole il potere di revisionare le decisioni del re. Viene fondata anche la Banca del Bhutan come banca centrale, con il compito di supervisionare la transizione da un'economia di baratto ad un'economia monetaria.                                                                            |
| 1968 | Dirompente inondazione glaciale da dei laghi glaciali. | |
| 1969 | | Jigme Dorji Wangchuck richiede un voto di fiducia triennale da parte dell'Assemblea Nazionale per rinnovare il mandato di governo del Druk Gyalpo. Questo voto verrà poi abolito dal suo successore. |
| 1970 | | La popolazione del Bhutan raggiunge circa le 300.000 unità. |
| 1971 | | Il Bhutan entra a far parte delle Nazioni Unite. |
| 1972 | 21 luglio | Re Jigme Dorji Wangchuck muore; prende il suo posto il figlio Jigme Singye Wangchuck. |
| 1974 | Marzo | Le tensioni tra i Wangchuck e i Dorji si rilassano con il ritorno dei membri esiliati della famiglia degli ultimi. Tuttavia, la riconciliazione viene preceduta da notizie di un piano per assassinare il nuovo Druk Gyalpo prima della sua incoronazione e per dare fuoco al dzong Tashichho, la sede del governo a Thimphu. La presunta forza dietro il piano sarebbe Yangki, l'amante tibetana del Druk Gyalpo.Trenta persone vengono arrestate, compresi alti funzionari di governo e della polizia. (fino ad aprile)                             |
| 1974 | 2 giugno | Incoronazione di Jigme Singye Wangchuck. Lo stesso anno viene permesso ai primi turisti stranieri di entrare nello Stato. |
| 1978 | | La popolazione del Bhutan raggiunge circa le 400.000 unità. |
| 1982 | | Il Governo Reale istituisce la Royal Monetary Authority, la banca centrale del Bhutan. |
| 1985 | 10 giugno | Entra in vigore il Bhutanese Citizenship Act del 1985. |
| 1986 | | La popolazione del Bhutan raggiunge circa le 500.000 unità. |
| 1986 | Un migliaio di lavoratori lhotshampa illegali vengono espulsi. | |
| 1987 | | Il distretto di Gasa viene diviso tra i distretti di Punakha e Thimphu; il distretto di Chukha viene creato da parti dei distretti di Samtse, Paro e Thimphu. |
| 1988 | | Il Bhutan compie il suo primo censimento. Di conseguenza diversi lhotshampa (di etnia nepalese) vengono etichettati come immigrati illegali. |
| 1988 | In seguito ad un censimento, il governo inizia a sfrattare le persone identificate come immigranti illegali tra la popolazione di lingua nepalese nel sud del Bhutan. In due decenni la popolazione dei rifugiati bhutanesi nei campi per rifugiati nel vicino Nepal cresce fino a 107.000 entro il 2008 secondo l'UNHCR. | |
| 1989 | | La driglam namzha, il codice ufficiale di comportamento e di abbigliamento, diventa obbligatorio in contesti pubblici ed educativi. Il nepalese smette di essere la lingua di insegnamento nelle scuole, aumentando le tensioni tra ngalop e lhotshampa. |
| 1989 | Tek Nath Rizal, leader del Partito Popolare del Bhutan viene arrestato e incarcerato. | |
| 1990 | | Hanno luogo scontri etnici violenti e proteste antigoverno nel sud del Bhutan, con richieste di una maggiore democrazia e rispetto dei diritti delle minoranze. Il Partito Popolare del Bhutan, i cui membri sono principalmente lhotshampa, dà inizio ad una campagna di violenza contro il governo. Si costituiscono milizie cittadine a favore del governo in risposta all'aumento del crimine e della violenza e scontri tra manifestanti lhotshampa e la Royal Bhutan Army. In seguito, il Partito Popolare del Bhutan viene abolito.            |
| 1991 | | Jigme Singye Wangchuck minaccia di abdicare di fronte all'irremovibile opposizione nell'Assemblea nazionale per quanto riguarda i suoi tentativi di risolvere gli scontri etnici. |
| 1992 | | Tek Nath Rizal, leader dell'ormai illegale Partito Popolare del Bhutan, viene condannato all'ergastolo. |
| 1992 | Il distretto di Gasa viene separato dal distretto di Punakha; il distretto di Tashiyangtse viene staccato dal distretto di Trashigang. Vengono cambiati anche altri confini di distretti. | |
| 1992 | 2 novembre | Entra in vigore il National Security Act. La legge definisce il tradimento e i crimini di linguaggio, così come i raduni illegali, le proteste e gli stati d'emergenza, che prevedono lunghe pene detentive, la pena capitale e l'uso della forza bruta da parte del governo per mettere fine a manifestazioni illegali. |
| 1994 | | Dirompente inondazione glaciale da dei laghi glaciali, distruggendo Punakha. |
| 1998 | | Il Consiglio dei Ministri (Lhengye Zhungtshog) sostituisce il gabinetto e Re Jigme Singye Wangchuck si sottrae dal suo ruolo decisionale nel gabinetto. La posizione di primo ministro (Lonchen) viene ripristinata. (fino al 1999) |
| 1999 | | Viene introdotta la televisione. |
| 1999 | 18 dicembre | Tek Nath Rizal, leader dell'illegale Partito Popolare del Bhutan, viene perdonato e rilasciato dal carcere insieme ad altri 40 prigionieri politici circa. Va in esilio in Nepal, una condizione di rilascio comune tra i dissidenti politici lhotshampa. |
| 2000 | | Bhutan e Nepal raggiungono un accordo riguardo al rimpatrio di certe classi di rifugiati bhutanesi che vivono nei campi in Nepal. I punti di divergenza includono il fatto che alcuni abitanti dei campi non sono mai stati cittadini (o neanche residenti) del Bhutan prima di ottenere lo status di rifugiati. Inoltre, il governo bhutanese considera diversi gruppi politici della comunità lhotshampa nepalese, come il Partito Popolare del Bhutan e il Partito Democratico Nazionale del Bhutan, come gruppi terroristici o anti-nazionalisti. |

## XXI secolo
| Anno | Data         | Evento |
| ---- | ------------ | --- |
| 2001 | Marzo        | La prima verifica di rifugiati bhutanesi idonei al rimpatrio ha inizio nei campi per rifugiati nepalesi. Fino al 2011 sono stati certificati più di 200 rifugiati solo nel campo per rifugiati di Khudunabar tuttavia nessun rifugiato bhutanese è stato rimpatriato. |
| 2002 |              | La popolazione del Bhutan raggiunge circa le 600.000 unità. |
| 2003 |              | Diversi gruppi di guerriglia, che cercano di stabilire uno stato dell'Assam indipendente nel nord-est dell'India, costituiscono basi di guerriglia nelle foreste del sud del Bhutan da cui lanciano attacchi transfrontalieri su bersagli ad Assam. Il gruppo più grande è il Fronte di Liberazione Unito dell'Assam (ULFA). Falliscono nella primavera del 2003 le negoziazioni per rimuovere pacificamente queste basi. |
| 2003 | 15 dicembre  | La Royal Bhutan Army dà inizio ad operazioni contro i campi di guerriglia nel sud del Bhutan, unitamente alle forze armate indiane che fiancheggiano il confine a sud per evitare che le guerriglie si disperdano nell'Assam. Fonti di notizie indicano che dei 30 campi colpiti, 13 erano controllati dall'ULFA, 12 dal Fronte Nazionale Democratico del Bodoland (DFB), e 5 dall'Organizzazione per la Liberazione del Kamtapur (KLO). Fino a gennaio 2004, fonti governative indicano che le guerriglie sono state cacciate dalle loro basi. |
| 2004 | 20 marzo     | La pena capitale in Bhutan viene abolita. |
| 2005 | 26 marzo     | Viene presentata una proposta di costituzione secondo la quale il Bhutan dovrebbe passare da monarchia assoluta a monarchia costituzionale e democrazia parlamentare. |
| 2005 | Dicembre     | Re Jigme Singye Wangchuck annuncia che abdicherà nel 2008, anno in cui si terranno le elezioni parlamentari e nomina Jigme Khesar Namgyel Wangchuck erede al trono. |
| 2006 | Gennaio      | Le autorità arrestano due funzionari pubblici nel paesino di Nago nel distretto di Paro, accusandoli di aver realizzato atti di proselitismo sotto il falso pretesto di tenere un incontro ufficiale, diffamato il Capo spirituale del Bhutan (Je Khenpo), dato false informazioni ed essersi fatti passare per ufficiali in missione. D'accordo con le disposizioni del Codice Penale e del National Security Act, entrambi gli uomini vengono dichiarati colpevoli in una corte distrettuale. I gruppi cristiani sostengono che gli uomini siano stati arrestati a causa delle loro credenze religiose visto che, secondo loro, gli uomini erano stati arrestati mentre mostravano un film cristiano in una casa buddhista. Vengono condannati all'inizio di giugno 2006 in un processo aperto con udienza pubblica a tre anni e mezzo e tre anni di carcere. Non fanno appello alla sentenza della Corte, nonostante gli sia concesso dalla legge. Il 28 luglio 2006 entrambi gli uomini vengono rilasciati in seguito al pagamento di una multa. |
| 2006 | Giugno       | I rifugiati bhutanesi nei campi per rifugiati nepalesi protestano, facendo pressione per un reinsediamento in paesi terzi. (fino ad agosto) |
| 2006 | 14 dicembre  | Abdicazione di Re Jigme Singye Wangchuck, in anticipo rispetto alla data precedentemente annunciata; ha inizio il regno del figlio Jigme Khesar Namgyel Wangchuck. |
| 2007 | 5 gennaio    | Il Governo Reale promulga la legge sullì'immigrazione del 2007, modificando la legge sulla cittadinanza bhutanese del 1985 e fondando il Dipartimento di Immigrazione sotto il Ministero dell'Interno e degli Affari Culturali per implementare e amministrare leggi di immigrazione attraverso uffici di immigrazione. La legge dota gli ufficiali del Dipartimento di Immigrazione di ampi poteri di polizia e azione penale: possono entrare in qualsiasi abitazione privata o ufficiale per cercare, arrestare, confiscare, detenere, interrogare o richiedere la confisca di qualsiasi veicolo, treno, imbarcazione, velivolo o bene. |
| 2007 | Febbraio     | Il Bhutan firma un accordo con l'India dando al regno più voce in capitolo sulle sue politiche estere e di difesa. |
| 2007 | 3 febbraio   | Dei rapporti sostengono che l'attuale Shabdrung, Pema Namgyel si trova agli arresti domiciliari in Bhutan insieme ai suoi genitori dall'ottobre 2005, quando la famiglia aveva viaggiato per incontrare il Comitato di Reincarnazione. Il Comitato in seguito gli nega lo status di reincarnazione. |
| 2007 | Aprile       | Delle elezioni farsa vengono inscenate per permettere agli elettori di famigliarizzare con la democrazia parlamentare in vista dei sondaggi programmati per il 2008. |
| 2007 | 31 dicembre  | Prime elezioni del Consiglio Nazionale per i 20 seggi apartitici ad elezione nel Consiglio Nazionale, la camera alta del Bhutan. Tuttavia, solo 15 dei 20 dzongkhag (distretti sono pronti ad iniziare a votare. Nei distretti di Thimphu, Trashiyangtse, Gasa, Haa e Lhuntse non ci sono candidati o c'è un unico candidato e le elezioni vengono posticipate al 29 gennaio 2008. |
| 2008 | Gennaio      | Una serie di bombe scoppiano nel regno prima delle elezioni previste per il 24 marzo. Degli attacchi vengono incolpati i gruppi armati lhotshampa. (fino a febbraio) |
| 2008 | 24 marzo     | Durante le prime elezioni parlamentari del Bhutan, il Partito per la Pace e Prosperità del Bhutan, a favore della monarchia, ottiene 45 dei 47 seggi nell'Assemblea nazionale, la camera bassa del Bhutan. Un altro partito pro-monarchia, il Partito Democratico Popolare, ottiene i due seggi rimanenti nei distretti di Gasa e Haa. |
| 2008 | 18 luglio    | Entra in vigore la Costituzione del Bhutan. Stabilisce un quadro democratico parlamentare bicamerale per salvaguardare i diritti umani, consacrando anche l'istituzione della monarchia, il buddhismo Drukpa e la cultura bhutanese Ngalop tradizionale. |
| 2008 | Novembre     | Il governo dell'India sostiene l'esistenza di legami tra i separatisti assamesi e il Congresso Nazionale Druk illegale del Bhutan. |
| 2008 | 1 novembre   | Incoronazione di Jigme Khesar Namgyel Wangchuck. |
| 2009 | Aprile       | Il virus huanglongbing decima il raccolto di arance del Bhutan, un'importante fonte di esportazione per il regno. |
| 2009 | 11 settembre | Il parlamento fa entrare in vigore la legge sui governi locali del Bhutan del 2009, la sesta riforma legislativa dei governi locali bhutanesi dal 1999. La legge delega diversi poteri amministrativi a dzongkhag (distretti), dungkhag (sottodistretti), gewog (isolati di villaggi), chiwog (circoscrizioni elettorali) e thromde (municipalità), mantenendo l'autorità legislativa come unico campo di azione per il governo centrale. |
| 2009 | 21 settembre | Il terremoto del Bhutan del 2009 di magnitudo 6.1 colpisce il distretto di Mongar, provocando la morte di almeno 12 persone, ampia distruzione e potenti scosse di assestamento nel Paese. |
| 2010 | Marzo        | Una corte distrettuale interpreta la clausola costituzionale riguardante la "coercizione o induzione" religiosa per proibire non solo la conversione forzata ma anche il proselitismo nel caso di un pastore missionario cristiano che aveva usato un generatore e un proiettore in una casa privata il 21 maggio 2009. Il pastore ottiene una condanna di tre anni di carcere per aver violato la Costituzione. |
| 2010 | 16 giugno    | Il parlamento fa entrare in vigore la legge antifumo, limitando l'importazione e il possesso di tabacco e vietandone la vendita in Bhutan. |
| 2011 | 24 gennaio   | Sonam Tshering, monaco buddhista di 23 anni da Langpa nell'Haa, viene scoperto con 480 grammi di tabacco da masticare (acquistato per Nu.120) in viaggio da Phuentsholing a Thimphu. Questo rappresenta il primo processo in seguito all'applicazione della legge antifumo del 2010 ed è il risultato di un'informazione al riguardo arrivata alla polizia da parte di un privato cittadino. Nonostante Tshering abbia rivelato la fonte del tabacco per mitigare e qualificare il suo reato come minore, non riesce ad identificare la posizione e il fornitore del tabacco, che si troverebbe da qualche parte nella città di confine di Jaygaon. Viene condannato quindi per reato più grave, con un periodo di incarcerazione di almeno tre anni. La condanna e specialmente la sentenza hanno reso controversa la legge antifumo del 2010 nella zona urbana del Bhutan a causa della sua durezza. Nonostante la costituzione del Bhutan garantisca a tutte le persone il diritto di essere rappresentate da un jabmi (avvocato), la corte distrettuale di Thimphu chiude il caso prima che qualunque jabmi possa offrire i propri servizi. Tshering farà poi appello contro la sentenza della corte distrettuale alla Alta Corte del Bhutan, per il quale si rivolgerà ad un avvocato. |
| 2011 | 23 gennaio   | Le elezioni dei governi locali, originariamente programmate per il 2008, hanno inizio in modo scaglionato in 3 dei 20 dzongkhag del Bhutan: Thimphu, Phuentsholing, e Samdrup Jongkhar. |
| 2011 | 24 febbraio  | La Corte Suprema del Bhutan dichiara come anticostituzionale l'aumento delle tasse di importo sui veicoli personali del giugno 2010 senza dichiarazione giurata bicamerale e dibattito. |
| 2011 | 28 giugno    | La commissione elettorale annuncia i risultati delle prime elezioni dei governi locali sotto la Costituzione del Bhutan. L'affluenza di elettori è stata del 56% a causa dei sentimenti dell'opinione pubblica di sfiducia e futilità. In diversi casi, gli elettori non sono stati in grado di votare; in alcuni casi, hanno partecipato candidati legalmente non qualificati e hanno ottenuto seggi. Candidati squalificati, seggi con un unico candidato e risultati inconcludenti in alcune circoscrizioni elettorali hanno costretto la commissione elettorale a ripetere le elezioni in un secondo momento. |
| 2011 | 13 ottobre   | Re Jigme Khesar Namgyel Wangchuck sposa Jetsun Pema. Jetsun Pema, amica di infanzia del Quinto Re, diventa la sua Regina in seguito ad una tradizionale cerimonia buddhista seguita da tre giorni di festa nazionale e celebrazioni. Il tanto atteso matrimonio, annunciato il 20 maggio, è il più grande evento mediatico nella storia del Bhutan. |
| 2013 | 8 marzo      | Il presidente dell'Assemblea nazionale, Jigme Tshultim, viene condannato a 2 anni e 6 mesi di carcere per cattiva condotta, frode e pratiche ingannevoli; l'allora ministro degli interni Lyonpo Minjur Dorji e 13 membri del Comitato di assegnazione dei terreni vengono condannati ad un anno di carcere dalla corte del distretto di Mongar per cattiva condotta nel caso delle assegnazioni di terre di Gyelpozhing. In sede di appello, le condanne e le sentenze vengono confermate dall'Alta Corte del Bhutan il 16 maggio e dalla Corte Suprema il 17 luglio. |
| 2013 | 13 aprile    | Hanno luogo le elezioni del Consiglio Nazionale |
| 2013 | 31 maggio    | Ha luogo il primo turno delle elezioni parlamentari. Risultati: DCT—12,457 votes; DNT—35,962 otis; PDP-68,650 otis; DPT—93,949 otis. |
| 2013 | 13 luglio    | Ultimo turno delle elezioni parlamentari in Bhutan del 2013. Risultati: PDP- 32 seggi; DPT—15 seggi. Nuovo primo ministro: Tshering Tobgay. |